# 최은지 (배구 선수)
최은지(1992년 6월 7일 ~ )는 대한민국의 배구 선수이다. 현재 인천 흥국생명 핑크스파이더스 소속이며, 포지션은 레프트이다.

## 선수시절
초등학교 4학년 때 배구를 시작하였다.
2017-18 시즌 종료 후에 자유 계약 선수 자격을 얻어 대전 KGC인삼공사로 이적하였다. 이적 이후 첫 대회인 2018 KOVO컵에서 주전 공격수로 활약하며 5경기 113득점을 기록, 팀을 우승으로 이끌며 대회 MVP로 선정되었다. 2021년 4월 28일 GS칼텍스 서울 KIXX와 1대1 트레이트를 통해 이적하였다.

## 수상

### 소속팀
경북 김천 하이패스
- V-리그 (1): 2018
- KOVO컵 (1): 2017

대전 KGC인삼공사
- KOVO컵 (1): 2018

### 개인
- 2018 KOVO컵 MVP